# Ângela von Nowakonski
Ângela von Nowakonski (2 de fevereiro de 1953 — Campinas, 17 de julho de 2020) foi uma médica, pesquisadora e professora do Instituto de Patologia Clínica da Universidade Estadual de Campinas (Unicamp).
Formou-se em medicina na Unicamp, especializando-se em patologia clínica com residência no Hospital das Clínicas da Universidade de São Paulo (FMUSP) e residência em microbiologia clínica pela Universidade de Toronto, Canadá. Retornou à Unicamp, onde conquistou o título de Mestre em Patologia Clínica. A partir de 1987, atuou como chefe do Setor de Microbiologia Clínica, Divisão de Patologia Clínica do Hospital das Clínicas da Unicamp, sendo a principal responsável pelo treinamento médico em microbiologia de residentes de Patologia Clínica e Infectologia.
Em abril de 1992, Ângela foi uma dos membros fundadores da Regional Campinas da Associação Paulista de Estudos e Controle de Infecção Hospitalar (APECIH).
Ângela sofria de leucemia havia já alguns anos, embora vivesse uma vida normal. Era aposentada da Unicamp e atuava em dois laboratórios particulares de análises clínicas da cidade de Campinas. Entretanto, contraiu o vírus COVID-19 e ficou internada por cerca de duas semanas no Hospital da PUC-Campinas, vindo a falecer em 17 de julho de 2020, aos 67 anos.

## Publicações
- NOWAKONSKI, Angela von. Microbiologia Clínica para o Controle de Infecção Relacionada à Assistência à Saúde. Módulo 4.[5] Agência Nacional de Vigilância Sanitária. 2010.